# Terre-de-Haut (Petite-Terre)
Terre-de-Haut es el nombre que recibe una isla deshabitada de Francia situada en el océano Atlántico y parte de las islas de  Petite-Terre en el mar Caribe, administradas desde el departamento de Guadalupe, concretamente en el municipio o comuna de La Désirade.
Se trata de la más pequeña de las islas del archipiélago de La Désirade. Se localiza al norte de la isla Terre-de-Bas, al sur de La Désirade y al noreste de la isla María Galante.